# Roderbruch
Roderbruch ist ein Stadtviertel im hannoverschen Stadtteil Groß-Buchholz. Es wird begrenzt durch die Eilenriede im Westen, den Messeschnellweg im Norden, den Osterfelddamm im Osten und die Baumschulenallee im Süden. Die Karl-Wiechert-Allee durchzieht das Viertel in Nord-Süd-Richtung.

## Struktur

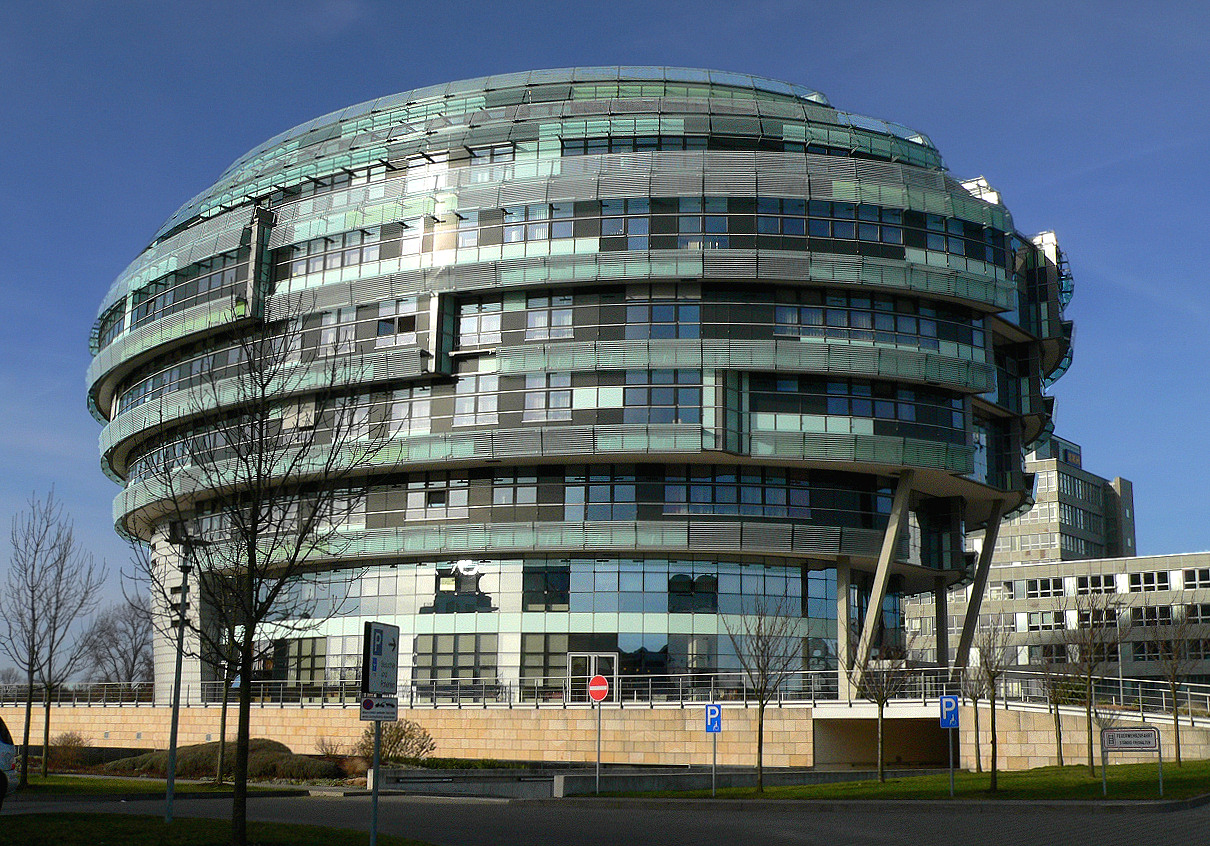
International Neuroscience Institute

Auf einem rund 400.000 Quadratmeter großen Areal westlich der Karl-Wiechert-Allee befindet sich die Medizinische Hochschule Hannover (MHH). Nördlich davon liegt das International Neuroscience Institute (INI).
Im Osten entlang des Osterfelddamms wird der Stadtteil von bis zu neunzehngeschossigen Wohnbauten geprägt. Nördlich davon erstreckt sich zwischen Karl-Wiechert-Allee und Osterfelddamm ein noch unbebauter Grüngürtel.
Im Roderbruch befinden sich außerdem die Feuer- und Rettungswache 5 der hannoverschen Berufsfeuerwehr und der Hauptstandort des Abfallwirtschaftsbetriebes Aha. Der hier stehende Fernmeldeturm Telemax ist eines der höchsten Bauwerke Niedersachsens.
Die 1973 gegründete IGS Roderbruch wurde 1997/98 im Rahmen der Ausschreibung Umweltschule in Europa für die ökologische Umgestaltung des Schulgeländes sowie zwischen 2000 und 2004 zweimal für das Energiemanagement ausgezeichnet.
Im Stadtviertel befinden sich das Gemeindezentrum der 1971 gegründeten evangelisch-lutherischen Dietrich-Bonhoeffer-Kirchengemeinde und die 1979 erbaute katholische St.-Martin-Kirche.

## Geschichte

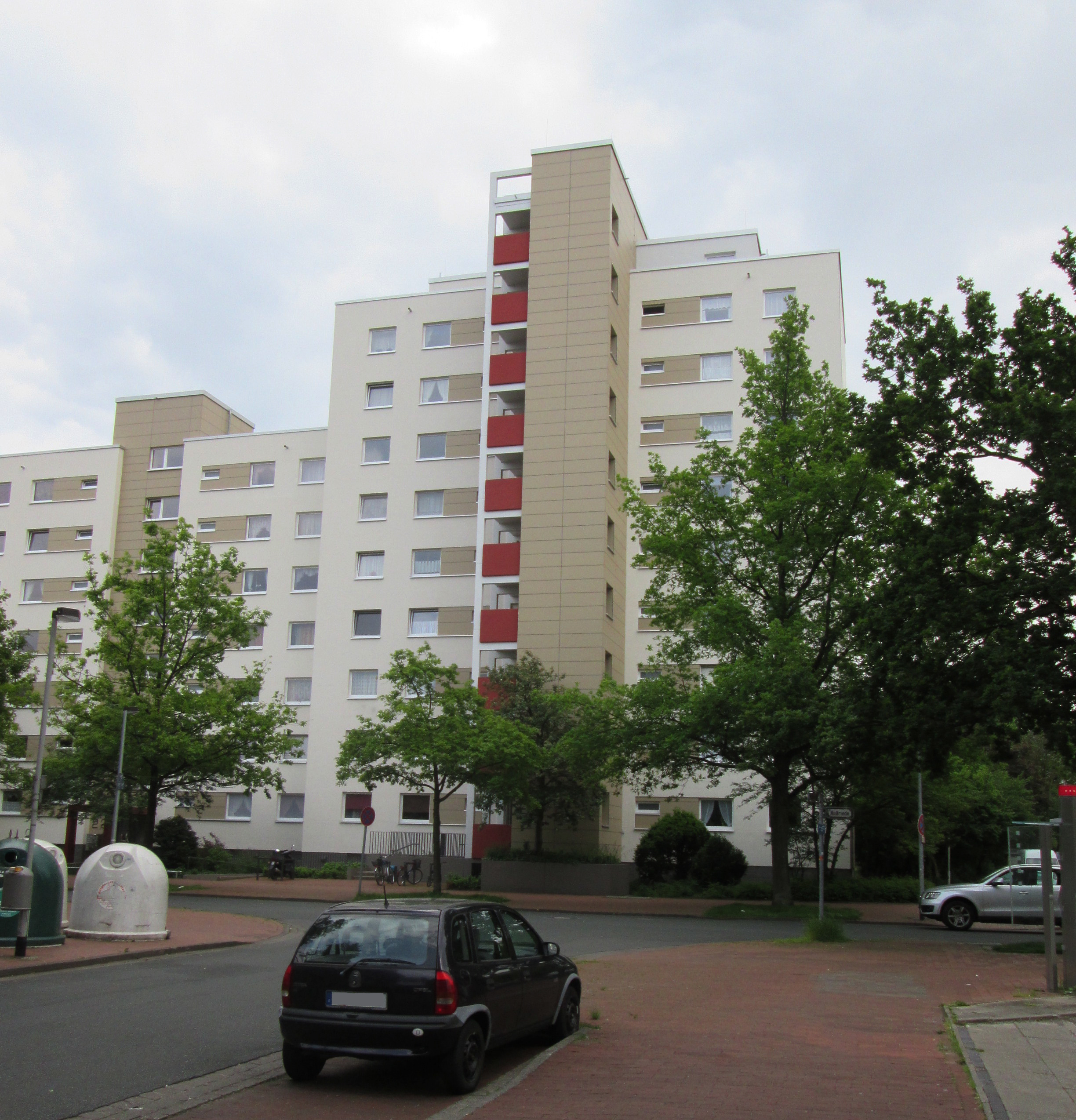
Typisches Hochhaus in der Großwohnsiedlung Roderbruch

In den 1960er und 1970er Jahren entstand im Osten des Stadtviertels eine Großwohnsiedlung im typischen Stil der Zeit mit bis zu neunzehngeschossigen Hochhäusern und dichter Bebauung. Diese Siedlung war von Anfang an eng mit der Entstehung der Medizinischen Hochschule Hannover verknüpft, welche von 1965 bis 1978 im Westen des Roderbruchs erbaut wurde. Die Großwohnsiedlung war als primäre Wohnsiedlung für die Mitarbeiter der MHH geplant.
Im Laufe vieler Jahre wurde die Großwohnsiedlung weiter verdichtet mit kleineren, moderneren Wohnbauten. 1980 folgte die Erbauung des Roderbruchmarkts, südlich der Nussriede. Dieser besteht aus einer Einkaufsstraße und einem Marktplatz und stellt somit den Mittelpunkt des Viertels dar.
Schon länger gilt der Roderbruch als Problemviertel. Dennoch kamen Stadtplaner zu einem positiven Ergebnis bezüglich des Ziels, Wohnen und Arbeiten räumlich einander näher zu bringen.

## Verkehr
Roderbruch wird von der Stadtbahnlinie 4 sowie mehreren Buslinien der ÜSTRA bedient.
| Linie | Verlauf | Takt                                       |
| ----- | --- | ------------------------------------------ |
| 4     | Garbsen – Auf der Horst – Marienwerder/Wissenschaftspark − Freudenthalstraße – Bahnhof Leinhausen – Herrenhäuser Gärten – Leibniz-Universität – Königsworther Platz – Steintor – Kröpcke – Aegidientorplatz – Marienstraße – Braunschweiger Platz – Clausewitzstraße – Kantplatz – Nackenberg – Bahnhof Karl-Wiechert-Allee – Medizinische Hochschule – Roderbruch | 10 min (werktags) 15 min (sonn-/feiertags) |